# TV조선 뉴스특급 730
《TV조선 뉴스특급 730》은 대한민국의 종합편성채널인 TV조선의 저녁 뉴스 프로그램이다.

## 앵커
- 엄성섭

## 동시간대 경쟁 뉴스 프로그램
- 신율의 시사탕탕 (YTN)
- MBN 뉴스 8 (MBN)
- 북한은 오늘 (연합뉴스TV)

## TV조선다른 뉴스 프로그램
- TV조선 뉴스 3
- TV조선 뉴스 7 ― 아침 7시대 뉴스프로그램
- TV조선 뉴스 9 ― 아침 9시대 뉴스프로그램
- 김광일의 신통방통
- TV조선 뉴스특보
- 3488 오늘! ― 네트워크 뉴스
- TV조선 뉴스 판 ― 메인뉴스
- TV조선 스포츠 판 ― 스포츠뉴스
- TV조선 뉴스 토요일요특급
- TV조선 토요 신통방통
- TV조선 뉴스특급 12
- TV조선 주말뉴스 토 일